# Elatostema flumineorupestre
Elatostema flumineorupestre là loài thực vật có hoa trong họ Tầm ma. Loài này được Hosok. mô tả khoa học đầu tiên năm 1941.